# Sophia Prinz
Sophia Prinz ist eine deutsche Kulturtheoretikerin und Kultursoziologin, die an der Schnittstelle von Kultursoziologie und Kunstwissenschaften arbeitet. Sie forscht und lehrt als Professorin für Designtheorie und -geschichte an der Zürcher Hochschule der Künste (ZHdK).

## Leben und beruflicher Werdegang
Von 1998 bis 2004 studierte Sophia Prinz Angewandte Kulturwissenschaften an der Universität Lüneburg (heute: Leuphana Universität) und schloss mit einem Magister ab. Ihre Abschlussarbeit verfasste sie zum Thema Visuelle Stigmatisierung. Fotografie und Physiognomik als biopolitische Technologien der Normalisierung. Währenddessen arbeitete sie 2002 bis 2006 am Kunstraum der Universität Lüneburg bei der internationalen Ausstellungsserie Die Regierung mit der Kuratorin Ruth Noack und dem Kurator Roger M. Buergel. Sie absolvierte auch ein achtmonatiges Praktikum am Witte de With-Zentrum für Gegenwartskunst in Rotterdam.
Von 2006 bis 2010 war sie als wissenschaftliche Mitarbeiterin am Lehrstuhl für Allgemeine Soziologie und Kultursoziologie an der Universität Konstanz tätig, von 2010 bis 2018 am Lehrstuhl für vergleichende Kultursoziologie an der Europa-Universität Viadrina Frankfurt (Oder). 2012 wurde sie an der kulturwissenschaftlichen Fakultät der Viadrina mit einer sozialtheoretischen Arbeit zur Praxis des Sehens  zum Dr. phil. promoviert. Ihre Dissertation widmete sich dem Thema Visuelle Formationen. Über das Verhältnis von Dingen, Subjekten und Praktiken des Sehens.
2015 war Sophia Prinz Initiatorin und bis 2018 Leiterin des vom Bundesministerium für Bildung und Forschung (BMBF) geförderten Ausstellungsprojekts Mobile Welten. Zur Migration der Dinge in transkulturellen Gesellschaften, an dem die Europa-Universität Viadrina, das Museum für Kunst und Gewerbe Hamburg sowie die Goethe-Universität Frankfurt a. M. als Institutionen beteiligt waren.
2018 übernahm sie bis 2020 eine Gastprofessur für Designtheorie und Gender Studies an der Universität der Künste Berlin (UdK). Im Anschluss verbrachte sie zehn Monate als Forschungsstipendiatin am Hamburg Institute for Advanced Studies (HIAS).
Parallel zur universitären Tätigkeit arbeitet sie von 2012 bis 2021 als wissenschaftliche Mitarbeiterin am Johann Jacobs Museum in Zürich.
Seit 2021 lehrt und forscht sie zu Designtheorie und -geschichte an der Zürcher Hochschule der Künste (ZHdK).

## Forschungsschwerpunkte
Zu ihren wissenschaftlichen Interessen zählen Praxistheorie und Wahrnehmung, Design und Gesellschaft, Ausstellungstheorie als ästhetische Form, das Verhältnis von Gestaltung und Gesellschaft in der Globalen Moderne sowie Transkulturalität.

## Weitere Tätigkeiten
- Sie ist Mitglied des 2019 gegründeten DFG-Netzwerks „Kulturen ästhetischen Widerstands“.
- In der Deutschen Gesellschaft für Soziologie (DGS) ist sie Mitglied in der Sektion Kultursoziologie, im Arbeitskreis Kunstsoziologie und in der Arbeitsgruppe Architektur.
- Für Routledge, Zeitschrift für Soziologie, Schweizerische Zeitschrift für Soziologie sowie Sport und Gesellschaft ist sie als Gutachterin tätig.

## Auszeichnungen
Für Mobile Welten. Zur Migration der Dinge in transkulturellen Gesellschaften (2015–2018) wurde ihr 2016 der Postdoc-Preis des Landes Brandenburg verliehen.

## Publikationen (Auswahl)
- Sophia Prinz, Hilmar Schäfer, Daniel Šuber (Hrsg.): Pierre Bourdieu und die Kulturwissenschaften. Zur Aktualität eines undisziplinierten Denkens. UVK, Konstanz 2011, ISBN 978-3-86764-280-4.
- Stephan Moebius, Sophia Prinz (Hrsg.): Das Design der Gesellschaft. Zur Kultursoziologie des Designs. Transcript, Bielefeld 2012, ISBN 978-3-8376-1483-1.
- Die Praxis des Sehens. Über das Zusammenspiel von Körpern, Artefakten und visueller Ordnung. Transcript, Bielefeld 2014, ISBN 978-3-8376-2326-0.
- Andreas Reckwitz, Sophia Prinz, Hilmar Schäfer (Hrsg.): Ästhetik und Gesellschaft. Grundlagentexte aus Soziologie und Kulturwissenschaften. Suhrkamp, Berlin 2015, ISBN 978-3-518-29718-6.
- Hanna Katharina Göbel, Sophia Prinz (Hrsg.): Die Sinnlichkeit des Sozialen. Wahrnehmung und materielle Kultur. Transcript, Bielefeld 2015, ISBN 978-3-8376-2556-1.
- mit Roger M. Buergel: Migration of Form. Ausstellungen für die globale Gegenwart. Scheidegger & Spiess, Zürich 2022, ISBN 978-3-03942-003-2.